# Dystrykt Balaka

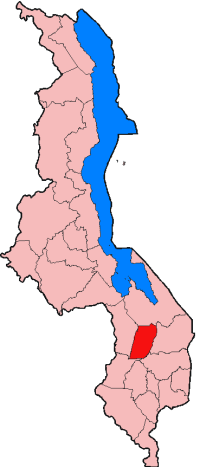
Dystrykt Balaka na mapie Malawi.

Balaka – jeden z 28 dystryktów Malawi, znajdujący się w Regionie Południowym w centrum kraju.
Dystrykt zajmuje powierzchnię 2 193 km². Zgodnie z danymi z 2004 roku liczba ludności zamieszkującej dystrykt wynosi 295 623, a gęstość zaludnienia równa jest 115,41 osoby/km².
Stolicą dystryktu jest miasto Balaka.